# 焦氏狂蛛
焦氏狂蛛（学名：Zelotes joannisi）为平腹蛛科狂蛛属的动物。在中国大陆，分布于南京等地。该物种的模式产地在南京。